# 麻野七奈未
麻野 七奈未（あさの ななみ、2002年12月13日 - ）は、日本の女子バレーボール選手である。

## 来歴
滋賀県草津市出身。家族の影響で小学6年生からバレーボールを始める。
金蘭会高等学校を経て、2020/21シーズン、V.LEAGUE DIVISION1 WOMEN（V1女子）に所属するデンソーエアリービーズの内定選手となった。
2021年、高校卒業後に、デンソーエアリービーズに入団した。入団1シーズン目の2021/22シーズンにV1女子の試合に出場し、Vリーグデビューを果たした。
2022年、日本代表登録選手となり、ネーションズリーグの登録選手となった。また、2022年バレーボール女子世界選手権壮行試合日本代表紅白戦・ミズノマッチにも出場した。

## 人物
- 男子日本代表の麻野堅斗は弟[7]。

## 球歴
- バレーボール日本女子代表（2022年、2025年）

## 所属チーム
- 金蘭会高等学校（2018-2021年）
- デンソーエアリービーズ（2021年-）